# Javanikuppe, Piriyapatna
Javanikuppe là một làng thuộc tehsil Piriyapatna, huyện Mysore, bang Karnataka, Ấn Độ.